# 張嘉平
張嘉平，越南商人，1956年生于越南民主共和國乂安省。他最为著名的是越南科技公司融促公司的聯合創始人，董事長兼首席執行官，他還是亞洲-大洋洲計算機產業組織（The Asian-Oceanian Computing Industry Organization）的副總裁和越南軟件協會主席。

## 早年
張嘉平於1956年出生於乂安省。 他的父親张嘉寿是河內的一名醫生。 張嘉平在越南的朱文安高中（详见：朱文安）上學，然後去了蘇聯留学。 他於1978年畢業於莫斯科國立大學力學與數學系,他於1982年從同一所大學獲得博士學位。 1991年，張嘉平被越南國家認可為副教授。

## 事業
1988年9月13日，張嘉平和12位越南科學家成立了融促公司的前身，是一家食品加工技術公司。 然而，他於1990年成為越南最早的信息技術公司融資和促進技術公司的負責人。
2002年3月，在融促公司公平化之後，張嘉平成為该公司的主席兼首席執行官（CEO）。 之後，他領導公司從其作為網際網路服務供應商的起步，进而擴展到其他領域，如日本公司的軟件外包。  
2006年，他的公司開設了越南第一所私立大學融促大學，他還擔任董事會主席 。  
據推測，他是越南最富有的人；根據該公司自己的招股說明書，截至2007年1月，他在FPT的股份價值為2.6萬億越南盾（1.64億美元; 5,117,280股，每股525,000越南盾）。據報導，他自己對謠言感到“厭倦”。
2012年7月16日，張嘉平被任命為全國可持續發展和競爭力建設委員會委員。該委員會由越南副總理阮善仁（Nguyen Thien Nhan）擔任主席，其任務是製定戰略和關鍵政策，為下一個十年的國家可持續發展確定方向和法律框架。

## 個人生活
張嘉平在年轻时與越南人民軍大將兼政治家武元甲的女兒武幸福（Vo Hanh Phuc）結婚。1982年至1991年，担任越南副总理的武元甲主管科技工作。在此期间，武元甲在張嘉平創立融促公司时為其提供了很多幫助。
這對夫婦有一個女兒。

## 榮譽和公眾認可
2010年2月，越南《邮报》(the Post Newspaper)将張嘉平评选为2000年至2009年越南10大ICT人物之一。
2013年，張嘉平获2013年日經亞洲獎。張嘉平博士是18年来第一个被日本經濟新聞授予荣誉的越南企业家。張嘉平在自己公司的發展中獲得了增長部門的獎項，但也獲得了越南IT業務的發展獎。 他成立了一個軟件行業組織和一所大學，为了培養诸多的IT專家。